# Vesava
Vesava (nemško Neusaß) je naselje v Občini Kotmara vas v Okraju Celovec-dežela na Koroškem v Avstriji.